# Jurkova Voľa
Jurkova Voľa, russinisch Юркова Воля/Jurkowa Wolja (ungarisch Györgyfölde – bis 1907 Jurkovolya) ist eine Gemeinde im Nordosten der Slowakei mit 77 Einwohnern (Stand 31. Dezember 2024), die im Okres Svidník, einem Kreis des Prešovský kraj sowie in der traditionellen Landschaft Šariš liegt.

## Geographie

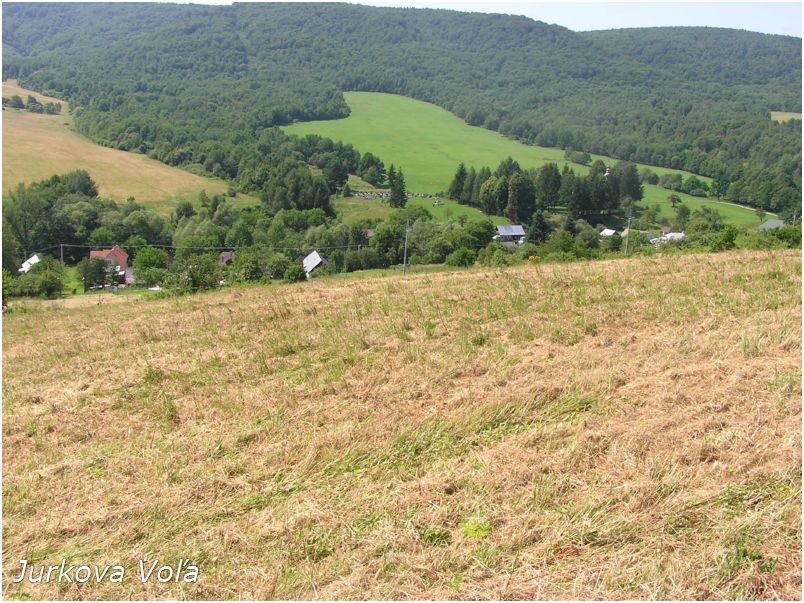
Jurkova Voľa

Die Gemeinde befindet sich in den Niederen Beskiden im Bergland Ondavská vrchovina, im Tal des Baches Rusinec, eines rechten Nebenflusses der Ondava. Das Ortszentrum liegt auf einer Höhe von 304 m n.m. und ist sechs Kilometer von Svidník entfernt (Straßenentfernung).
Nachbargemeinden sind Nižný Orlík im Norden und Osten, Rovné im Süden, Cernina im Südwesten, Kurimka im Westen und Vyšný Orlík im Nordwesten.

## Geschichte
Jurkova Voľa wurde zum ersten Mal 1600 als Vollia Stredni Szuidnicze schriftlich erwähnt, weitere historische Bezeichnungen sind unter anderen Jurkowolia, Jurkowauolya (1618), Jurko Volya (1773), Jurko-Wolya (1786) und Jurkowa Wola (1808). Das Dorf lag in der Herrschaft von Makovica. 1713 und 1714 war das Dorf völlig verlassen.
1787 hatte die Ortschaft 40 Häuser und 262 Einwohner. 1828 zählte man 41 Häuser und 329 Einwohner, die als Hirten, Landwirte und Viehzüchter beschäftigt waren. Während der Winterschlacht in den Karpaten um die Jahreswende 1914/15 wurde der Ort kurzzeitig durch russische Truppen besetzt.
Bis 1918 gehörte der im Komitat Sáros liegende Ort zum Königreich Ungarn und kam danach zur Tschechoslowakei beziehungsweise heutigen Slowakei. Nach dem Zweiten Weltkrieg pendelte ein Teil der Einwohner zur Arbeit in Industriebetriebe in der Gegend, im Ort selbst dominierte nach wie vor Landwirtschaft.

## Bevölkerung
| Jahr                | 1994 | 2004     | 2014  | 2024    |
| ------------------- | ---- | -------- | ----- | ------- |
| Anzahl der Personen | 88   | 75       | 84    | 77      |
| Unterschied         |      | −14,77 % | +12 % | −8,33 % |

| Jahr                | 2023 | 2024    |
| ------------------- | ---- | ------- |
| Anzahl der Personen | 79   | 77      |
| Unterschied         |      | −2,53 % |

Gemäß der Volkszählung 2011 wohnten in Jurkova Voľa 83 Einwohner, davon 40 Slowaken, 32 Russinen, zwei Ukrainer und ein Tscheche. Ein Einwohner gab eine andere Ethnie an und sieben Einwohner machten keine Angabe zur Ethnie.
62 Einwohner bekannten sich zur griechisch-katholischen Kirche, sieben Einwohner zur orthodoxen Kirche, sechs Einwohner zur römisch-katholischen Kirche und ein Einwohner zur Evangelischen Kirche A. B. Bei sieben Einwohnern wurde die Konfession nicht ermittelt.

## Bauwerke
- griechisch-katholische Kirche Geburt der hochheiligen Gottesgebärerin aus dem Jahr 1874[6]

## Verkehr
Nach Jurkova Voľa führt nur die Ceata III. triedy 3551 („Straße 3. Ordnung“) als Abzweig der Cesta I. triedy 77 („Straße 1. Ordnung“) zwischen Nižný Orlík und Svidník.